# Косова ерлајнс
Косова ерлајнс (енгл. Kosova Airlines) је била авио-компанија из Србије, са седиштем на аеродрому Приштина. Остваривала је летове ка европским одредиштима. Авио-компанија је основана у јесен 2003. године уз помоћ УНМИК-а и Владе Косова и Метохије.
Од 10. маја 2006. године, једини авион у флоти Косова ерлајнса, Боинг 737-700, изнајмљен од немачке авио-компаније Хамбург интернешенел, враћен је матичној компанији и од тада Косова ерлајнс не остварује летове. Компанија и данас ради у сарадњи са другим авио-компанијама које организују летове до Аеродрома Приштина као што су Ер Берлин, ЛТУ интернашонал, Џерманвингс и друге. Статус будуће флоте је непознат.

## Одредишта
Косова ерлајнс је организовала летове до:
- Данска
  - Копенхаген (Аеродром Каструп)
- Немачка
  - Диселдорф (Аеродром Диселдорф)
  - Келн (Аеродром Келн)
  - Минхен (Аеродром Минхен)
  - Франкфурт (Аеродром Франкфурт)
  - Хамбург (Аеродром Хамбург)
  - Хановер (Аеродром Хановер)
  - Штутгарт (Аеродром Штутгарт)
- Србија
  - Приштина (Аеродром Приштина) - база
- Швајцарска
  - Цирих (Аеродром Цирих)
- Шведска
  - Гетеборг (Аеродром Гетеборг)

## Флота
Косова ерлајнс је изнајмила авион типа Боинг 737-700 (D-AHIF) од немачке авио-компаније Хамбург интернешенел. Авион је улазио у састав флоте Косова ерлајнса од 1. децембра 2003. до 10. маја 2006. године. Косова ерлајнс тренутно нема флоту.

## Шаре
Реп авиона је био обојен у плаву боју, каква се налази на шарама Хамбург интернешенела, а на средини репа је уцртана застава такозване Републике Косово. На резервоарима за гориво налазио се лого Хамбург интернешенела, а изнад путничких прозора се налазио натпис на енглеском „Operated in cooperation with Kosova Airlines“ (срп. „Лети у сарадњи са Косова ерлајнсом“).